# 묘법연화경언해
《묘법연화경언해(妙法蓮華經諺解)》는 조선 세조(재위 1455~1468) 때 황수신(黃守信) · 윤사로(尹師路) 등이 왕명을 받들어 《묘법연화경》을 한글로 번역한 것이다. 뒤에 여러 번 중간되었다.

## 참고 문헌
- 이 문서에는 다음커뮤니케이션(현 카카오)에서 GFDL 또는 CC-SA 라이선스로 배포한 글로벌 세계대백과사전의 내용을 기초로 작성된 글이 포함되어 있습니다.